# 源平
源 平（みなもと の ひらし/たいら）は、平安時代初期から前期にかけての貴族。嵯峨源氏、左大臣・源信の子。官位は従四位上・大膳大夫。

## 経歴
文徳朝の仁寿3年（853年）従五位下に叙爵し、斉衡4年（857年）従五位上に昇叙される。
天安2年（858年）清和天皇の践祚後まもなく左兵衛佐に任ぜられる。左兵衛佐在任中の貞観16年（874年）淳和院にて火災が発生した際、左衛門権佐・藤原維範と共に兵衛の衛士らを率いて対応にあたっている。その後、清和朝末に丹波権守として地方官に転じた。
貞観19年（877年）陽成天皇の即位に伴う叙位にて従四位下に叙せられる。元慶5年（881年）知的障害があったため、父・信から子として認められず系譜から削除されてしまっていた兄弟・尋に対する春朝臣姓の賜与を、兄弟の恭・保と共に奏請し、許されている。
元慶8年（884年）光孝天皇の即位に伴って従四位上に叙せられ、仁和2年（886年）相模権守、仁和3年（887年）大膳大夫に任ぜられている。

## 官歴
- 時期不詳：正六位上
- 仁寿3年（853年） 正月7日：従五位下
- 斉衡4年（857年） 正月7日：従五位上
- 天安2年（858年） 9月14日：左兵衛佐
- 貞観5年（863年） 4月7日：次侍従
- 時期不詳：正五位下。丹波権守
- 貞観19年（877年） 正月3日：従四位下
- 元慶8年（884年） 2月23日：従四位上
- 仁和2年（886年） 2月21日：相模権守
- 仁和3年（887年） 6月13日：大膳大夫